# Spontaneous Combustion (album)
Spontaneous Combustion – album studyjny amerykańskiej grupy muzycznej Liquid Trio Experiment. Album ten zawiera nagrania zrealizowane podczas sesji nagraniowej drugiego albumu Liquid Tension Experiment bez udziału gitarzysty Johna Petrucci, który opuścił studio w związku z porodem jego małżonki Reny. Utwory wydane na albumie są improwizowane bez poprzedzającego wydanie albumu miksowania stąd "surowe" brzmienie utworów.

## Lista utworów
Opracowano na podstawie materiału źródłowego.
1. "Chris And Kevin's Bogus Journey" – 7:54
2. "Hot Rod" – 6:21
3. "Rpp" – 3:06
4. "Hawaiian Funk" – 4:39
5. "Cappuccino" – 3:26
6. "Jazz Odyssey" – 8:49
7. "Fire Dance" - 8:23
8. "The Rubberband Man" - 6:52
9. "Holes" - 4:38
10. "Tony's Nightmare" - 2:49
11. "Boom Boom" - 6:33
12. "Return Of The Rubberband Man" - 9:43
13. "Disneyland Symphony" - 4:47

## Twórcy
Opracowano na podstawie materiału źródłowego.

- Tony Levin - gitara basowa, chapman stick
- Mike Portnoy - perkusja
- Jordan Rudess - instrumenty klawiszowe
- Jim Brick - mastering
- Chris Cubeta - inżynieria dźwięku
- Paul Laraia - zdjęcia
- Gavin "DJ Face" Mills - zdjęcia
- Thomas Picard - zdjęcia